# 努克西奧國家公園
努克西奧國家公園（芬蘭語：Nuuksion kansallispuisto）是芬蘭的一處國家公園，成立於1994年。该国家公园位于埃斯波、基尔科努米和维赫蒂三市镇交界处，面积55平方公里，由芬兰森林管理局来管理。
努克西奥国家公园离首都如此之近，这种情况在欧洲范围来说也是非常少见的。该区域在几十年中未成为居住小区，由于沼泽和岩石的分布，该地区交通不便，不适合发展农业。而该地区周边地方则更适合农业，从而有更多人居住。
童子军几十年来在努克西奥地区举办夏令营活动。部分原因在他们的动议下，该地区在1990年代中期设立为国家公园。在那个时期的预测是，如果不把该地区保护为国家公园的话，不久的将来就会盖满房子的。因为首都地区周边的市镇快速发展，住宅用地的需求会急速增多。
公园里生活成长着几十种濒危或特需关照的动物、植物和菌类物种。公园的标志动物为小飞鼠，公园内有近200个小树林里有小飞鼠的出没。

## 公园区域
该国家公园为努克西奥湖边高地的最西部分。国家公园大部分区域是由一块原属国家的露营区域、一块原属赫尔辛基市政府拥有的户外活动区域、及另一块原属赫尔辛基市政府拥有的户外活动区域的南半部合并而成的。在国家公园北边的那北半块户外区域现在依然由赫尔辛基市政府拥有。在公园里的这些区域里大约有30个湖泊。
该国家公园并不是一个连成一整片的区域。除了上面描述的大部分区域外，国家公园还有几块分散的小区域。

## 服务
努克西奥国家公园里除了有可生篝火和露营的地方之外，还有一些可供烧烤的棚子，在没有森林火灾警告的的时候可以生火。除此之外，还有一些付费的服务，诸如可预订的生篝火和露营的地方、两个出租的小屋、一个提供服务的木屋、烟熏桑拿和一些可举行会议的场所。
国家公园里有一个指南服务中心。从那儿出发有4条不同长度的（2—7.5公里）标识好的自然小径，小径上坡度大的地方搭有木板或阶梯方便行走，并有利于保护自然风貌。公园里有两处可扔垃圾的地方。在指南中心屋子的墙上有水龙头。
公园内还有12处免费可搭帐篷的地方，其中九处有营火堆、木柴棚、斧头及简易厕所。

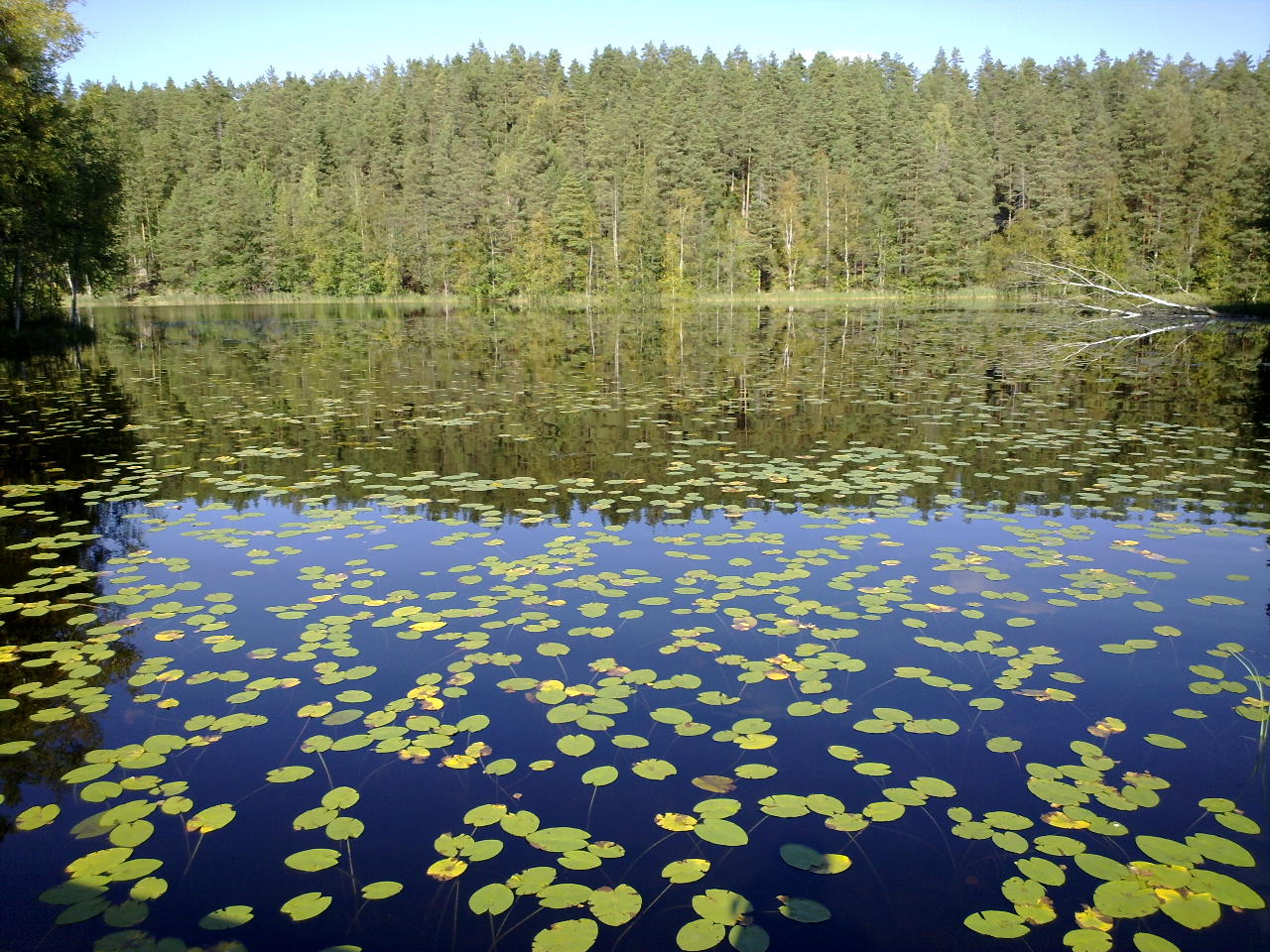
国家公园中的湖泊
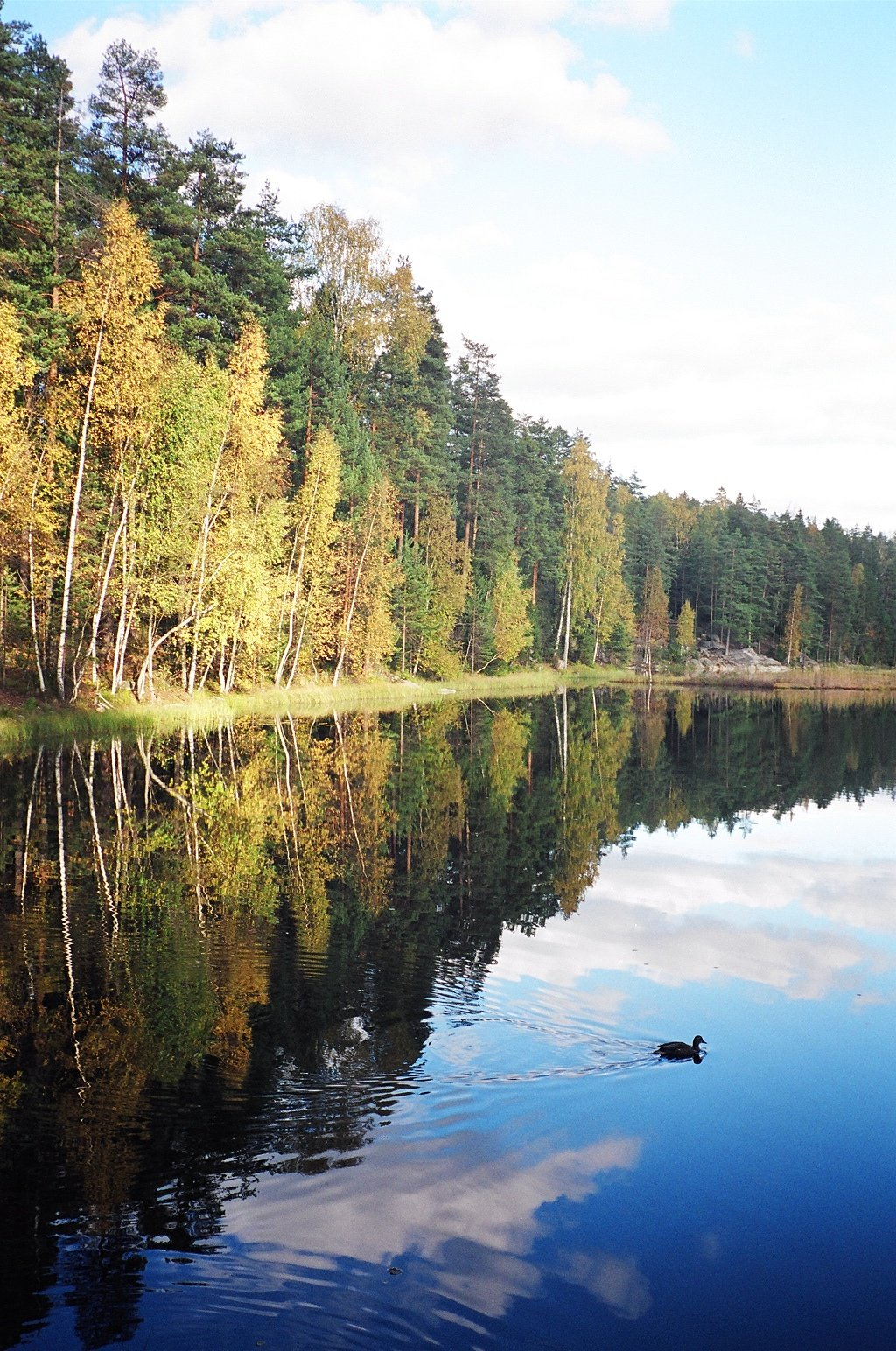
国家公园的秋色